# Eric Geddes

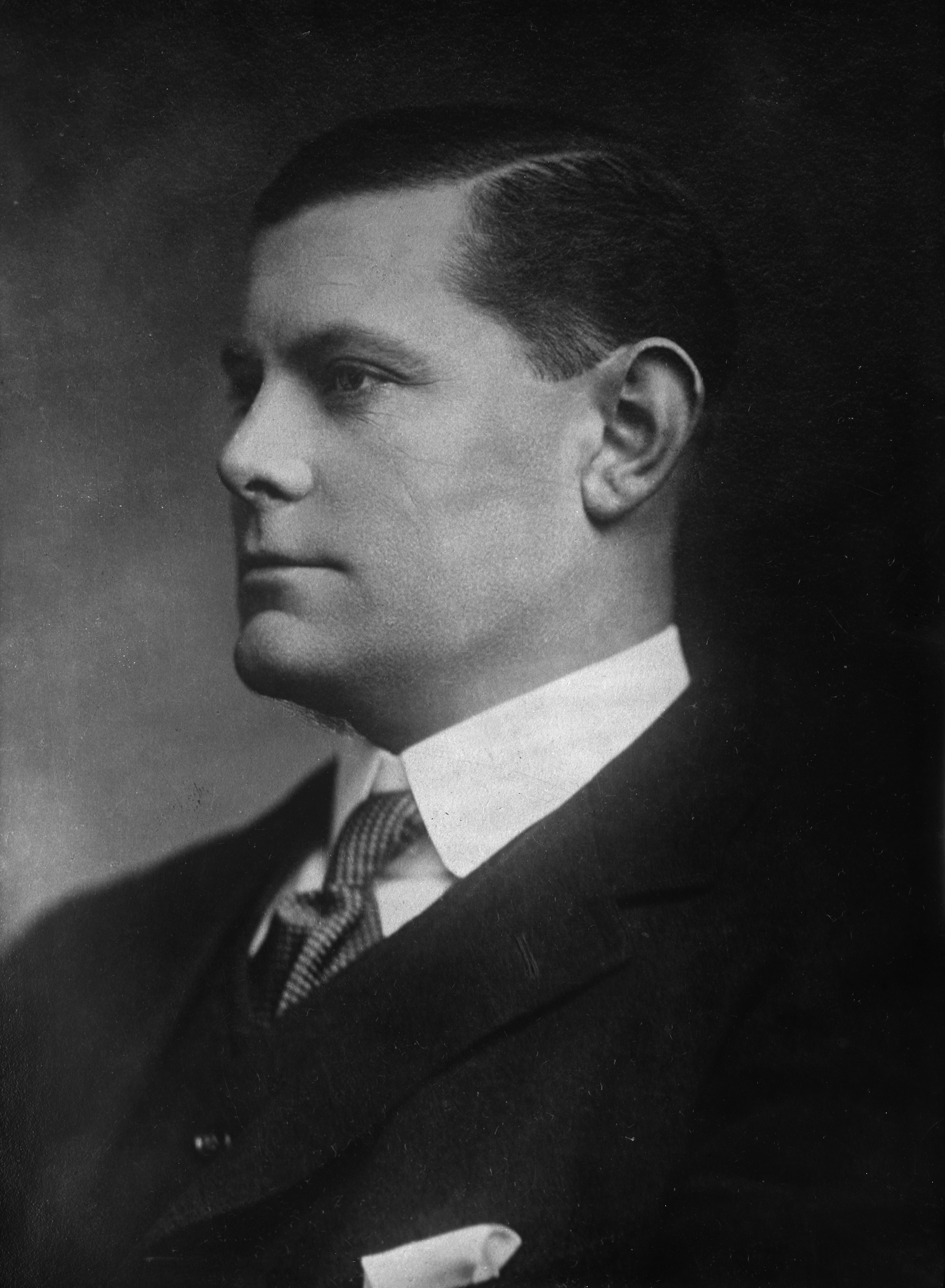
Eric Campbell Geddes (1917)

Sir Eric Campbell Geddes GCB GBE PC (* 26. September 1875; † 22. Juni 1937) war ein Wirtschaftsmanager und Politiker der Conservative Party, der unter anderem von 1917 bis 1922 Mitglied des House of Commons sowie zwischen 1917 und 1919 als Erster Lord der Admiralität im Kriegskabinett war. Anschließend war 1919 Minister ohne Geschäftsbereich sowie zuletzt von 1919 bis 1921 Transportminister.

## Leben

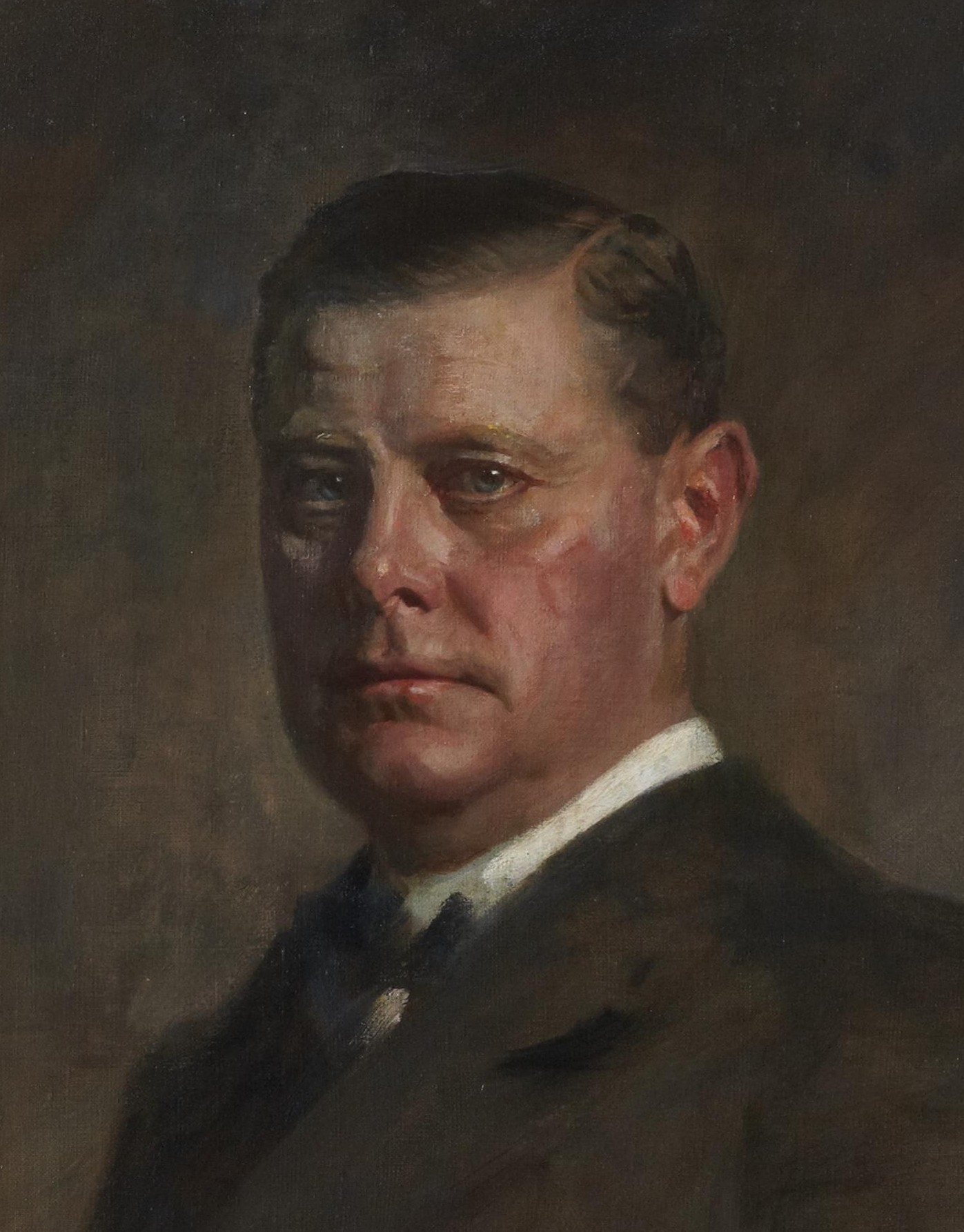
Eric Campbell Geddes um 1920. Porträtstudie von James Guthrie für Statesmen of World War I.

### Familiäre Herkunft, Ingenieur und Erster Weltkrieg
Geddes war das zweite von sieben Kindern und der älteste Sohn des Brückenbauingenieurs Acland Campbell Geddes und dessen Ehefrau Christina Helen McLeod Anderson. Seine ältere Schwester war die Ärztin Alexandra Mary Chalmers Geddes, die sich während des Ersten Weltkrieges im Militärischen Frauenverband Queen Mary’s Army Auxiliary Corps engagierte und später am Edinburgh Hospital and Dispensary for Women and Children, dem heutigen Bruntsfield Hospital wirkte. Eine seiner jüngeren Schwestern, Margaret Campbell Geddes, war als Richterin in Edinburgh tätig. Sein jüngerer Bruder Auckland Campbell Geddes war unter anderem ebenfalls Abgeordneter des Unterhauses, Handelsminister und zwischen 1920 und 1924 Botschafter in den USA. Sein jüngster Bruder Irvine Campbell Geddes war 1908 Kapitän der Mannschaft der Scottish Rugby Union (SRU) und später ebenfalls Wirtschaftsmanager.
Geddes selbst absolvierte seine schulische Ausbildung an der Merchiston Castle School in Edinburgh sowie am Oxford Military College. Er war nach einem Studium als Ingenieur im Eisenbahnbau in Amerika, Indien und England tätig. Danach war er Offizier im Ingenieur- und Eisenbahnstabskorps der Royal Engineers der Territorialstreitkräfte und wurde 1913 zum Oberstleutnant befördert. Im Anschluss war er stellvertretender Generaldirektor des Eisenbahnunternehmens NER (North Eastern Railway), ehe er 1915 stellvertretender Generaldirektor des Amtes für Munitionsversorgung wurde. 1916 wurde ihm der Ehrenrang eines Generalmajors verliehen und er zugleich zum Knight Bachelor geschlagen, so dass er fortan den Namenszusatz „Sir“ führte. Danach fungierte er zwischen 1916 und 1917 zeitgleich als Generaldirektor für das Militäreisenbahnwesen im Kriegsministerium (War Office) sowie als Generaldirektor für den Truppentransport der British Army in Frankreich. Daneben war er außerdem von 1916 bis 1917 Generalinspekteur für das Transportwesen.
1917 wurde Geddes zum Marinekontrolleur (Navy Controller) und Mitglied der Admiralität ernannt und bekleidete während dieser Zeit den Ehren- und Temporärrang eines Vizeadmirals, obwohl er Zivilist und kein Angehöriger der Royal Navy war. Daneben wurde er 1917 Mitglied des Privy Council (PC) und zum Knight Grand Cross des Order of the British Empire (GBE) geschlagen. Ihm wurde ferner ein Ehrendoktor der Rechtswissenschaften (Hon. LL.D.) der University of Sheffield verliehen.

### Minister, Unterhausabgeordneter und Wirtschaftsmanager
Am 17. Juli 1917 wurde Geddes von Premierminister David Lloyd George in dessen nationalliberale Koalitionsregierung als Nachfolger von Edward Carson zum Ersten Lord der Admiralität (First Lord of the Admiralty) berufen. Er übte das Amt des Ersten Lords der Admiralität bis zum 10. Januar 1919 aus und wurde anschließend durch den bisherigen Kolonialminister Walter Long abgelöst.
Am 25. Juli 1917 wurde Geddes für die Conservative Party außerdem zum Mitglied des House of Commons gewählt und vertrat in diesem nach seiner Wiederwahl bei den Unterhauswahlen am 14. Dezember 1918 bis zum 23. Februar 1922 den Wahlkreis Cambridge. Am 10. Januar 1919 folgte er Austen Chamberlain als Minister ohne Geschäftsbereich, ehe er zuletzt am 19. Mai 1919 das neugeschaffene Amt des Transportministers (Minister of Transport) im Kabinett Lloyd George übernahm. Dieses Ministeramt bekleidete er bis zu seiner Ablösung durch William Peel, 2. Viscount Peel. Während des Ersten Weltkrieges gehörte er dem Kriegskabinett David Lloyd Georges an.
Für seine Verdienste im Ersten Weltkrieg wurde Geddes ferner mit dem Croix de guerre und dem Leopoldsorden von Belgien geehrt und weiterhin zum Großoffizier der Ehrenlegion ernannt. Darüber hinaus wurde er auch zum Knight Grand Cross des Order of the Bath (GCB) geschlagen. Nach seinem Ausscheiden aus der Politik fungierte er von 1922 bis 1924 als Vorstandsvorsitzender von Dunlop Rubber, ehe er Vorstandsvorsitzender der 1924 gegründeten Fluggesellschaft Imperial Airways wurde.
Geddes heiratete am 2. November 1900 in Indien Ada Gwendolen Stokes, eine Tochter des Geistlichen Arthur Stokes. Aus dieser Ehe gingen drei Söhne hervor, darunter sein jüngster Sohn Anthony Reay Mackay Geddes, der ebenfalls Wirtschaftsmanager war.